# 蕭敬騰同名世界巡迴演唱會 香港紅磡站
蕭敬騰同名世界巡迴演唱會 香港紅磡站是蕭敬騰的第二張演唱會現場實況影音專輯，2012年2月7日由華納音樂發行。內容收錄了其個人第二次世界巡迴演唱會「蕭敬騰同名世界巡迴演唱會－【有一種精神叫蕭敬騰】」2011年8月6日及8月7日香港紅磡體育館場的演出，該場演唱會開賣第一天，門票隨即秒殺，加場開賣後6分鐘再度一掃而空。

## 曲目

### DVD
1. 狂想曲
2. LIVING ON A PRAYER
3. 軋車
4. 海闊天空
5. 每天愛你多一些
6. 原諒我
7. 話不多
8. 複製人
9. 我不會愛
10. 你
11. 追
12. 親密愛人
13. (They Long To Be) CLOSE TO YOU
14. 忘情森巴舞
15. 一支獨秀
16. 重愛輕友
17. 眉飛色舞
18. 信仰
19. 阿飛的小蝴蝶
20. 好想對你說
21. 收藏

### ENCORE
1. 只能想念你
2. 新不了情
3. 王妃
4. 白蛇傳
5. YOU GIVE LOVE A BAD NAME

### CD1
1. 狂想曲
2. LIVING ON A PRAYER
3. 軋車
4. 海闊天空
5. 每天愛你多一些
6. 原諒我
7. 話不多
8. 複製人
9. 我不會愛
10. 你
11. 追
12. 親密愛人
13. (They Long To Be) CLOSE TO YOU

### CD2
1. 忘情森巴舞
2. 一支獨秀
3. 重愛輕友+眉飛色舞
4. 信仰
5. 阿飛的小蝴蝶
6. 好想對你說
7. 收藏
8. 只能想念你
9. 新不了情
10. 王妃
11. 白蛇傳
12. YOU GIVE LOVE A BAD NAME

## 發行版本
| 發行日期     | 版本                                                          | 專輯資訊 |
| ------------ | ------------------------------------------------------------- | -------- |
| 2012年2月7日 | 《蕭敬騰同名世界巡迴演唱會 香港紅磡站LIVE DVD+2CD影音狂想版》 | DVD+2CD  |
| 2012年2月7日 | 《蕭敬騰同名世界巡迴演唱會 香港紅磡站LIVE DVD搖滾重現版》     | LIVE DVD |

## 音樂錄影帶
- 2012年1月30日《親密愛人》
- 2012年2月13日《白蛇傳》

## 宣傳活動

### 發片簽唱會
- 2012年2月19日 台北 西門町聯合醫院廣場

## 銷售記錄

### 台灣
- G-music

影音榜雙週冠軍（页面存档备份，存于）
- 五大金榜

影音榜週冠軍

## 外部連結
- 華納線上音樂雜誌 （页面存档备份，存于）
- 占士邦－蕭敬騰官方網站